# Flou cinétique

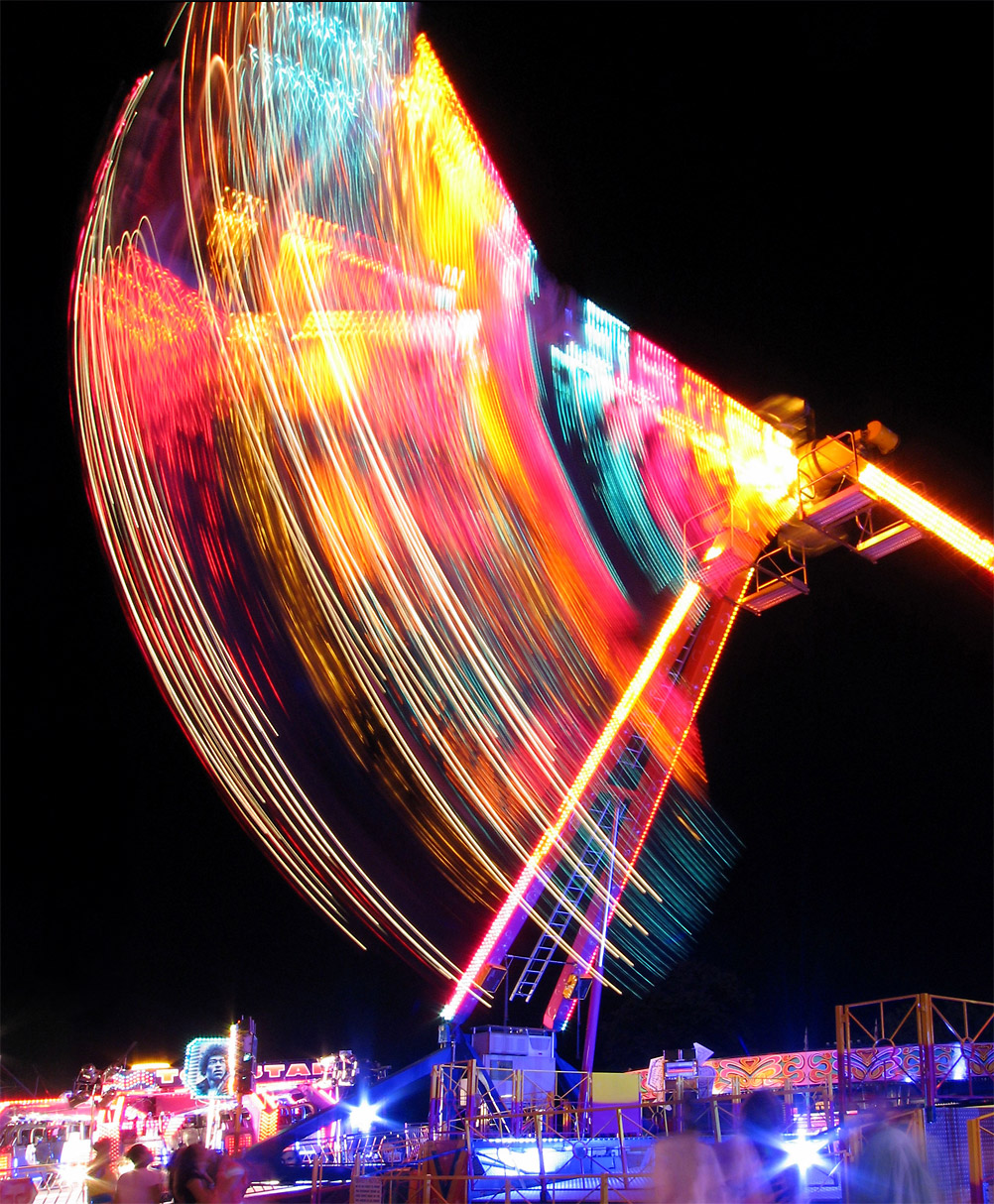
Manège en mouvement lors de la prise de vue

Le terme flou cinétique (ou flou de mouvement) désigne le flou visible sur une photographie ou dans une animation, dû au mouvement rapide du sujet photographié pendant l'enregistrement ou à un long temps de pose. 
Il se distingue du flou de bougé, qui est dû à l'instabilité de l'appareil photo pendant la prise de vue, ainsi que du bokeh qui désigne le flou d'arrière-plan utilisé par exemple sur les portraits.

## Utilisations

### Photographie
En photographie, l'image obtenue n'est pas toujours représentative d'une prise de vue dite « instantanée ». Du fait des contraintes techniques et/ou pour des raisons artistiques, l'image représente la scène sur un laps de temps toujours non nul :

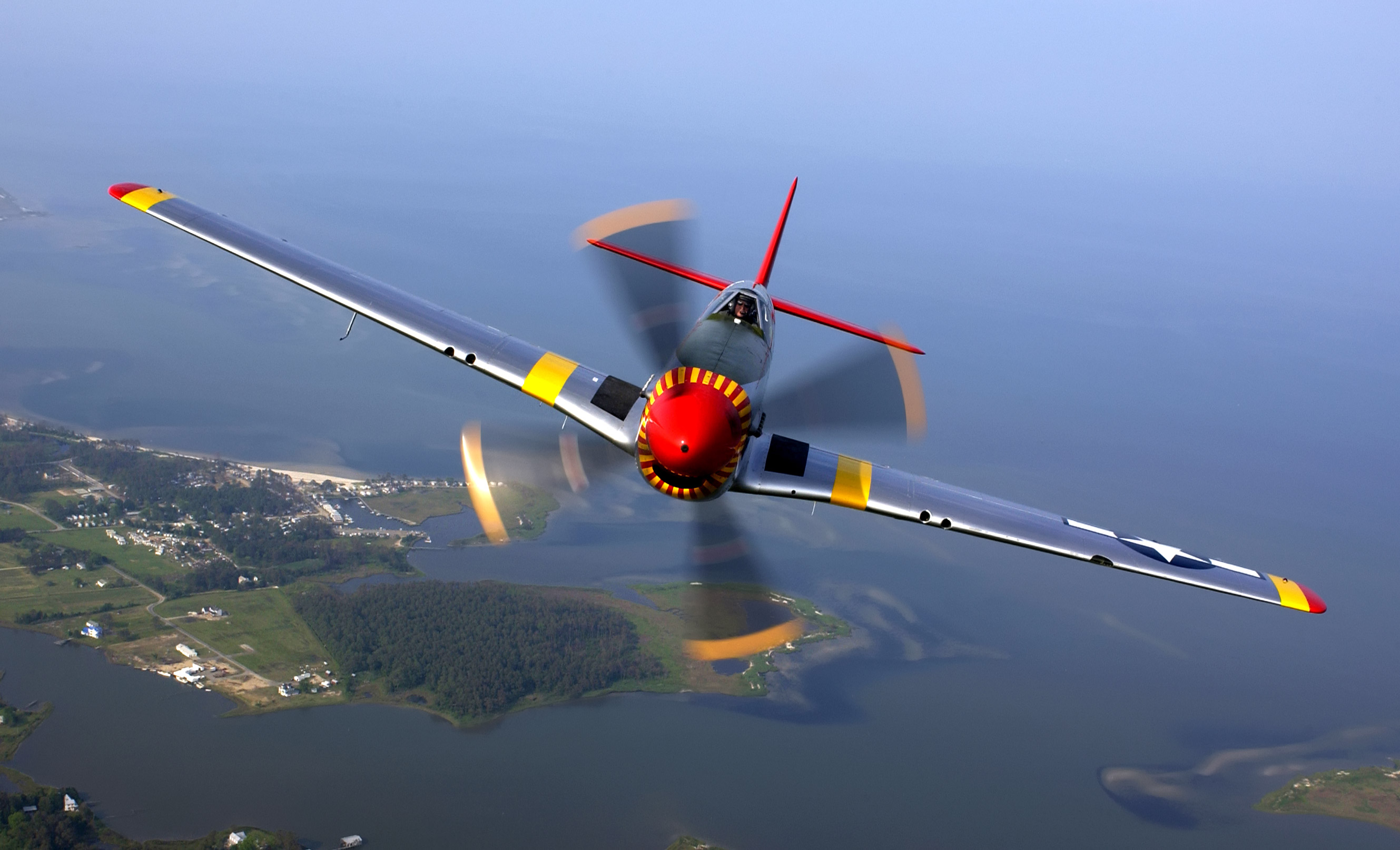
Flou cinétique dû à la rotation de l'hélice, malgré un temps de pose très court.

Quand un objet est en mouvement sur la scène, l'image visualise l'intégration de toutes les positions de cet objet durant le temps de pose. Sur l'image obtenue, l'objet apparaît flou ou sous la forme d'une traînée dans la direction du mouvement par rapport à l'appareil-photo. Cette traînée est formée soit par l'objet en mouvement quand l'appareil-photo est fixe, soit par la scène si l'appareil suit l'objet en mouvement : 

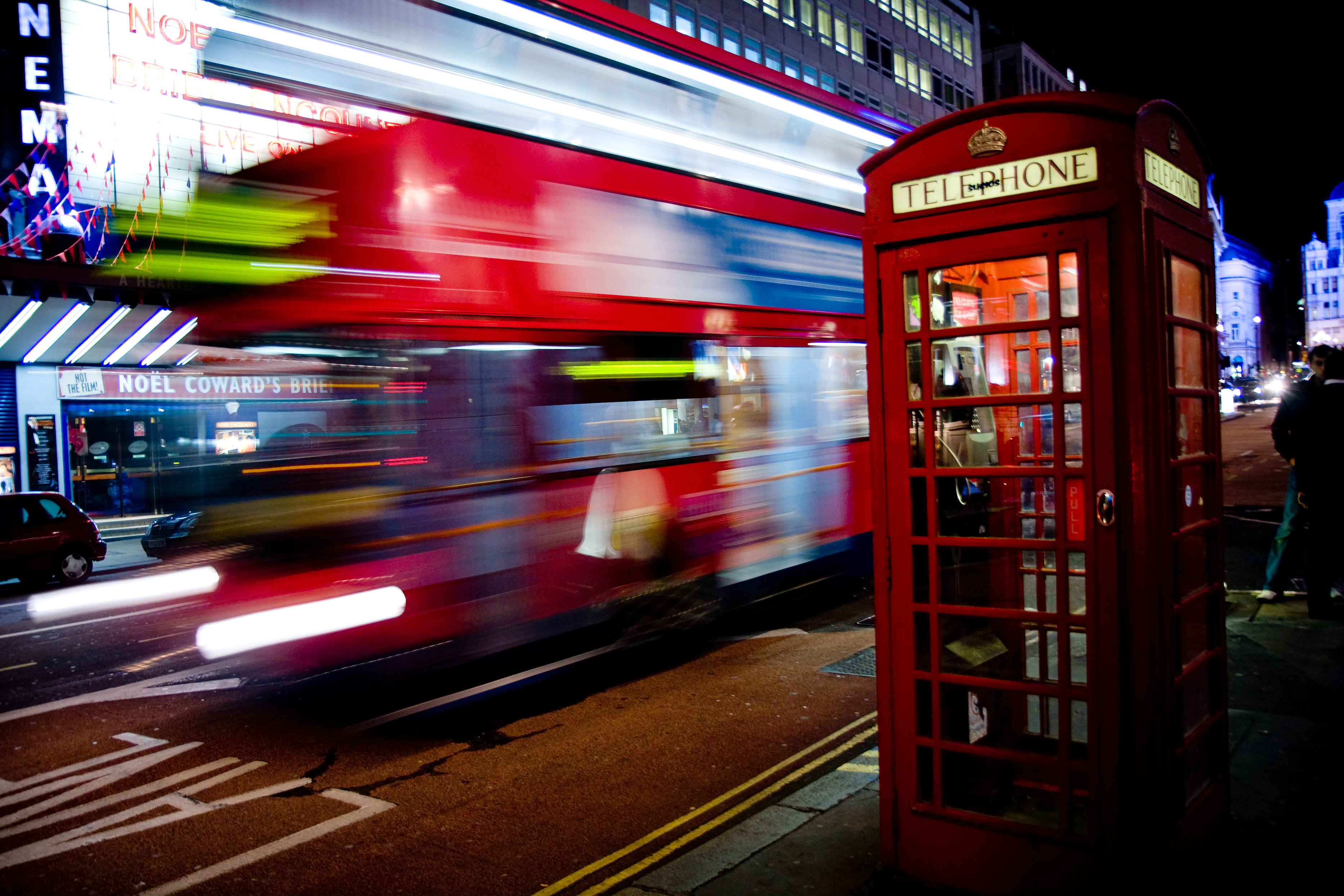
Flou cinétique du bus londonien en mouvement et image nette de la scène, réalisés avec un appareil-photo fixe.
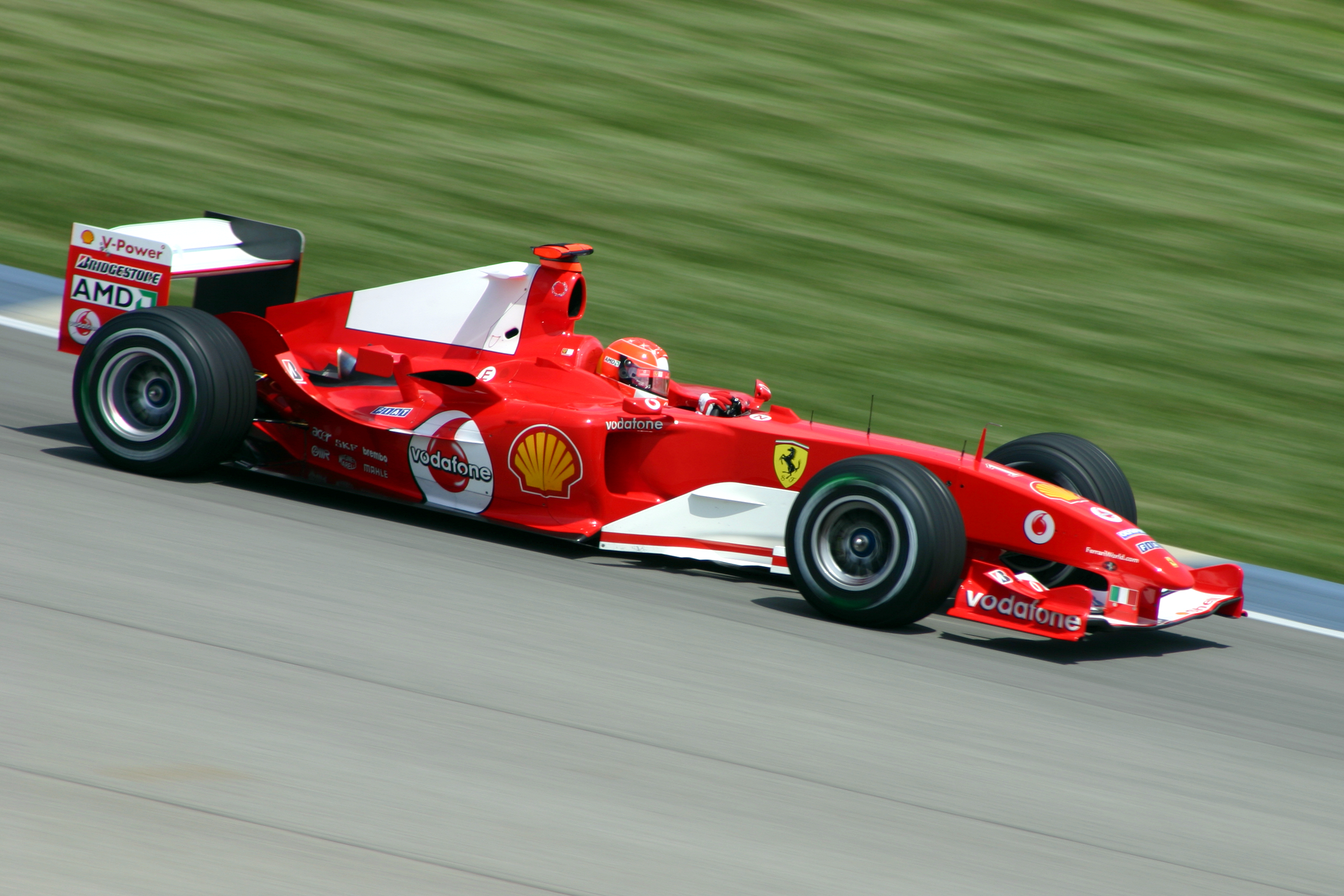
Flou cinétique de la scène et image nette de la voiture en mouvement, pris par un appareil-photo qui suit le mouvement de la voiture.
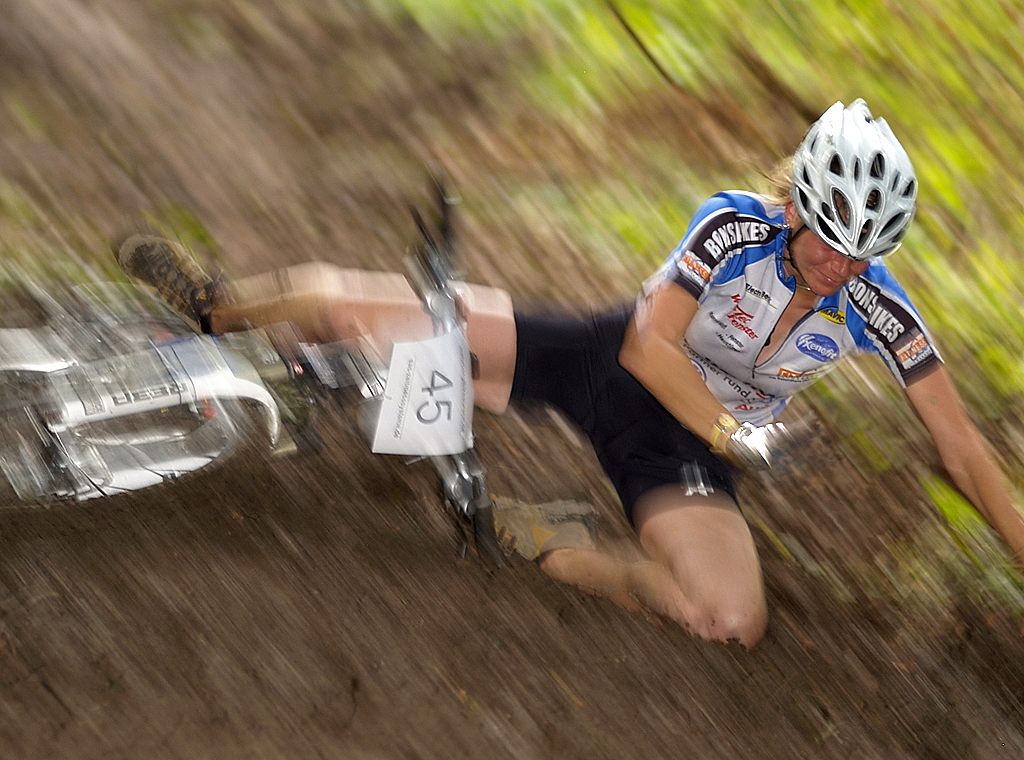
Flous cinétiques du sujet et de la scène, par combinaison des mouvements du sujet et de l'appareil-photo.

Dans un film ou sur une image télévisée, l'effet semble naturel car l'œil humain perçoit ces mouvements de la même manière.
Du fait de l'effet provoqué par des mouvements relatifs entre la caméra, l'objet et la scène, le flou cinétique sur l'objet peut être évité en utilisant une caméra panoramique. Avec cet équipement, les objets en mouvement apparaissent plus nets, et le fond est flouté.

Différents effets artistiques recherchés en photographie
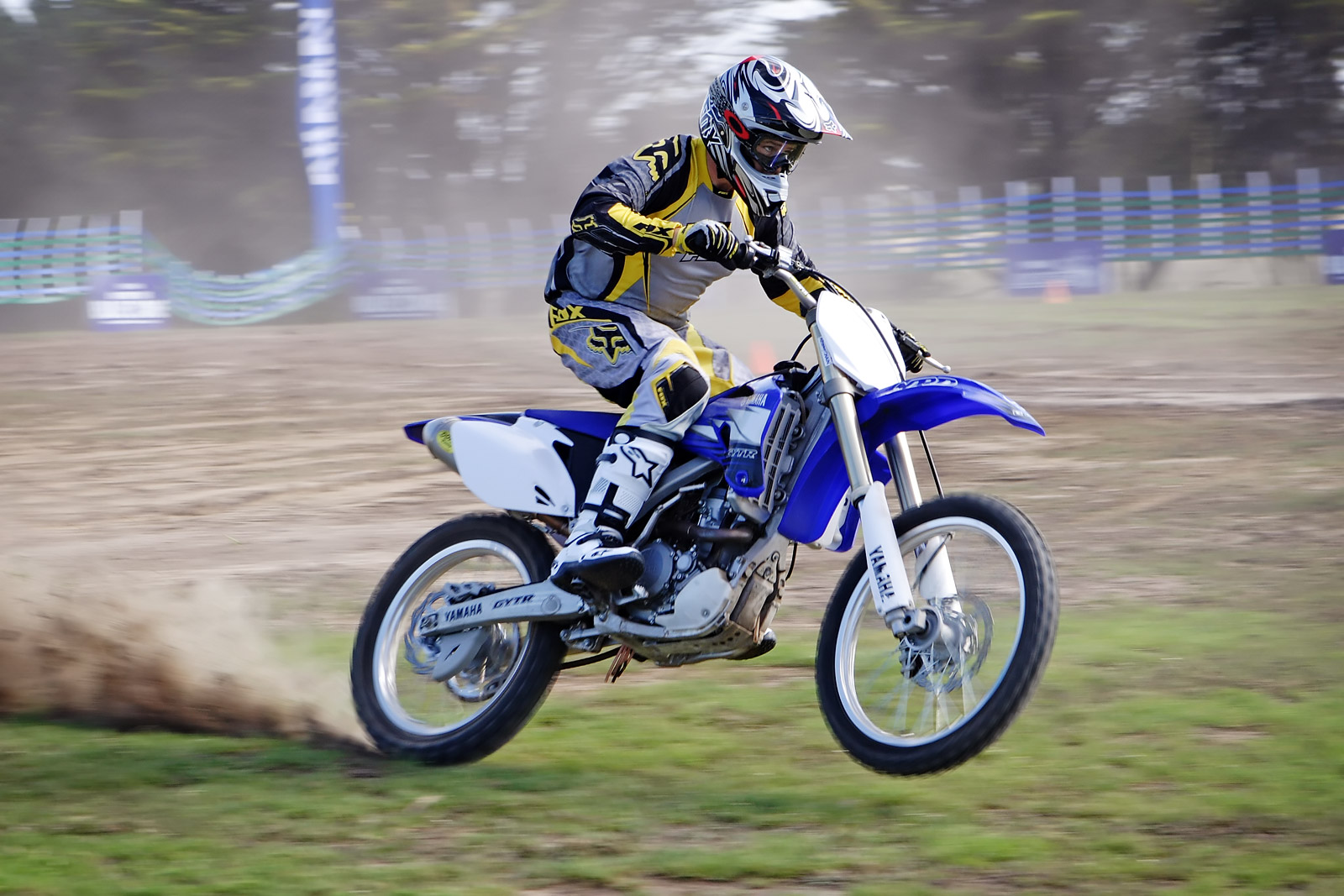
Le flou cinétique est souvent recherché en photographie de sports pour communiquer la sensation de vitesse. Un temps de pose relativement long est nécessaire, ainsi que l'utilisation de la technique du flou de filé.
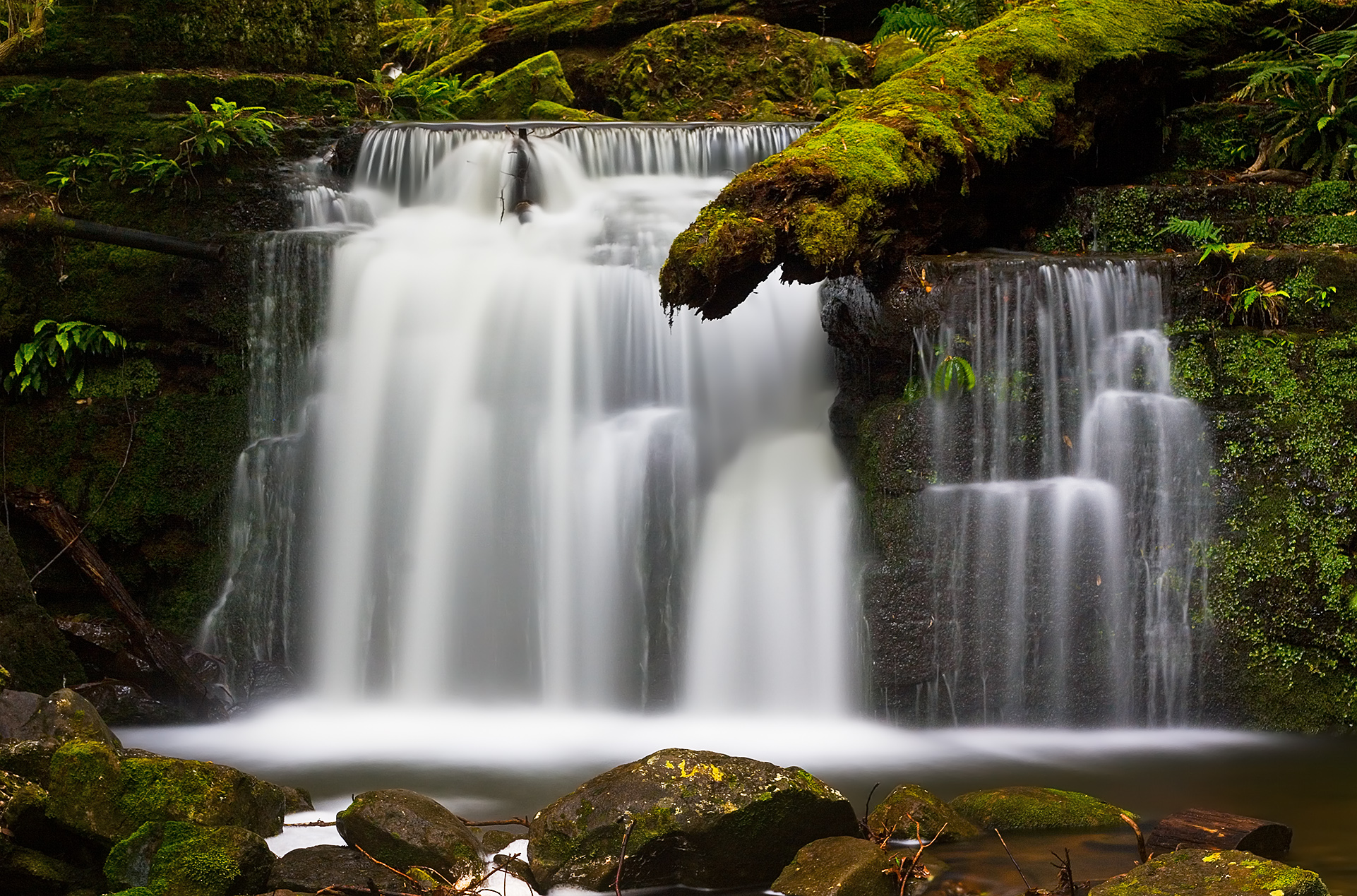
Les chutes de Strickland en Tasmanie (Australie) prises avec un filtre de densité neutre. Le filtre ND réduit la luminosité sur toutes les longueurs d'onde, ce qui permet d'augmenter l'ouverture (et donc de diminuer la profondeur de champ) et le temps de pose sans saturer l'image.
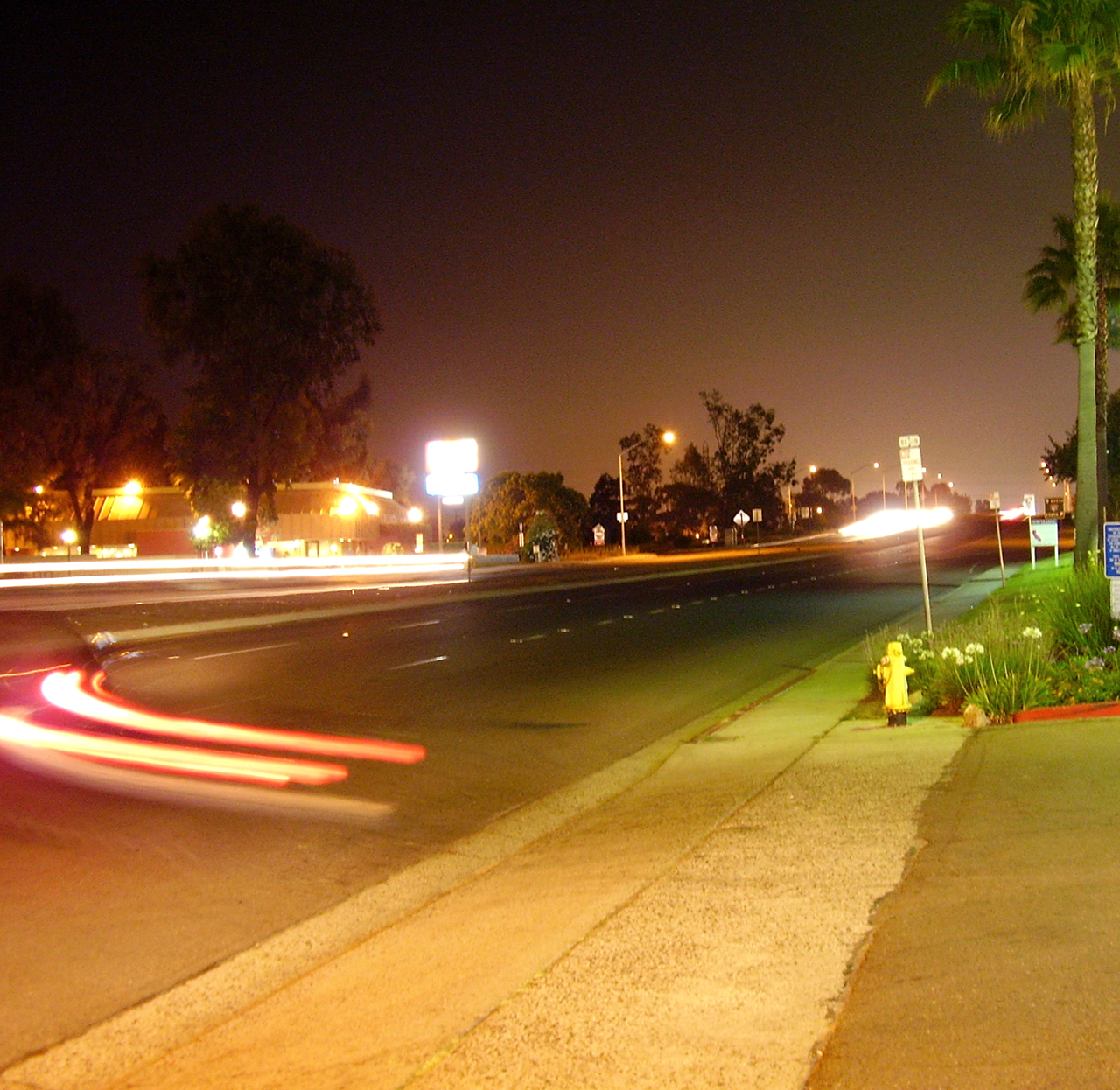
Dans cette rue, la circulation laisse des traînées brillantes en raison d'un temps de pose élevé et la vitesse relativement rapide des voitures.
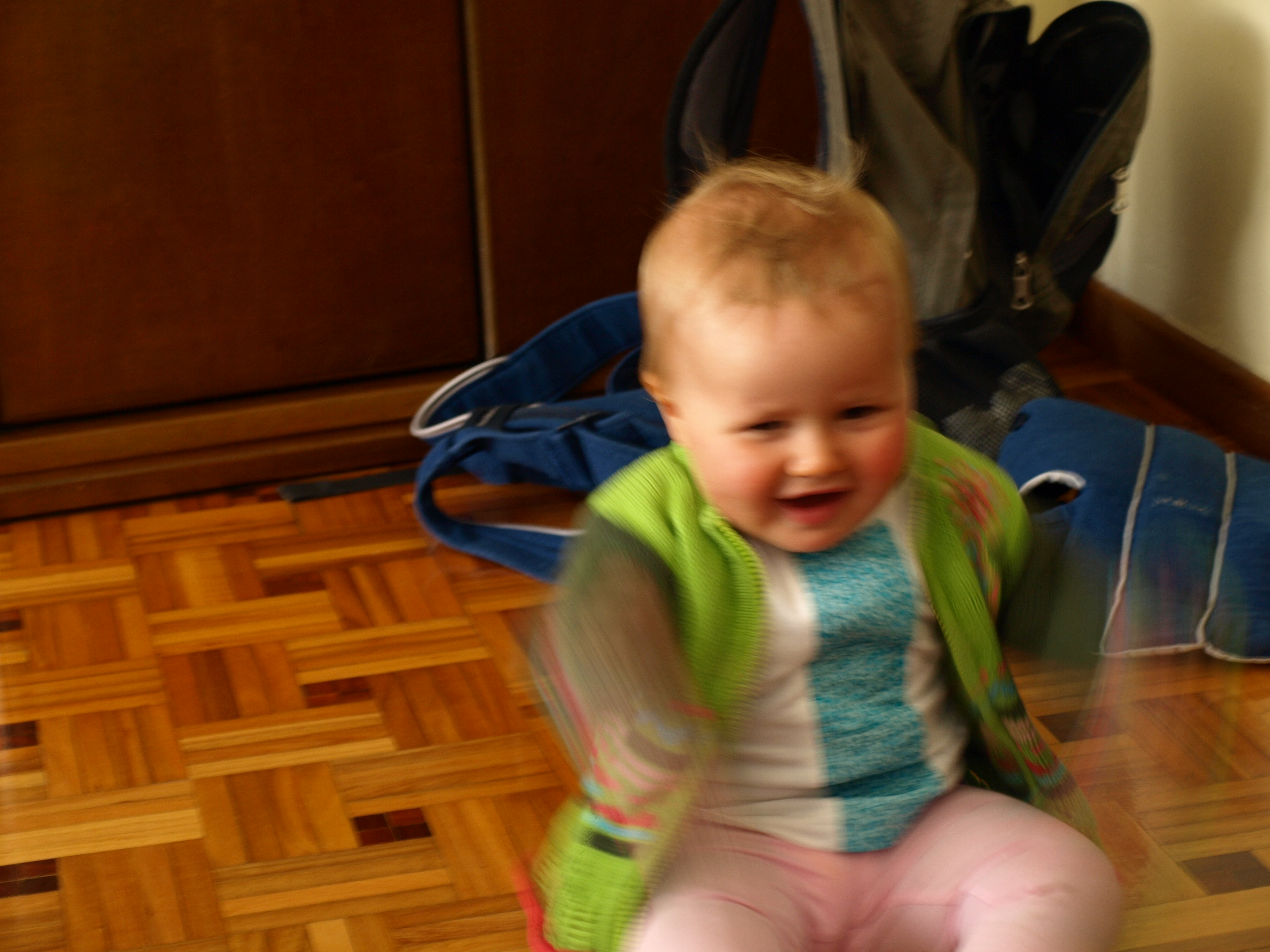
Bébé agitant les bras rapidement de haut en bas.
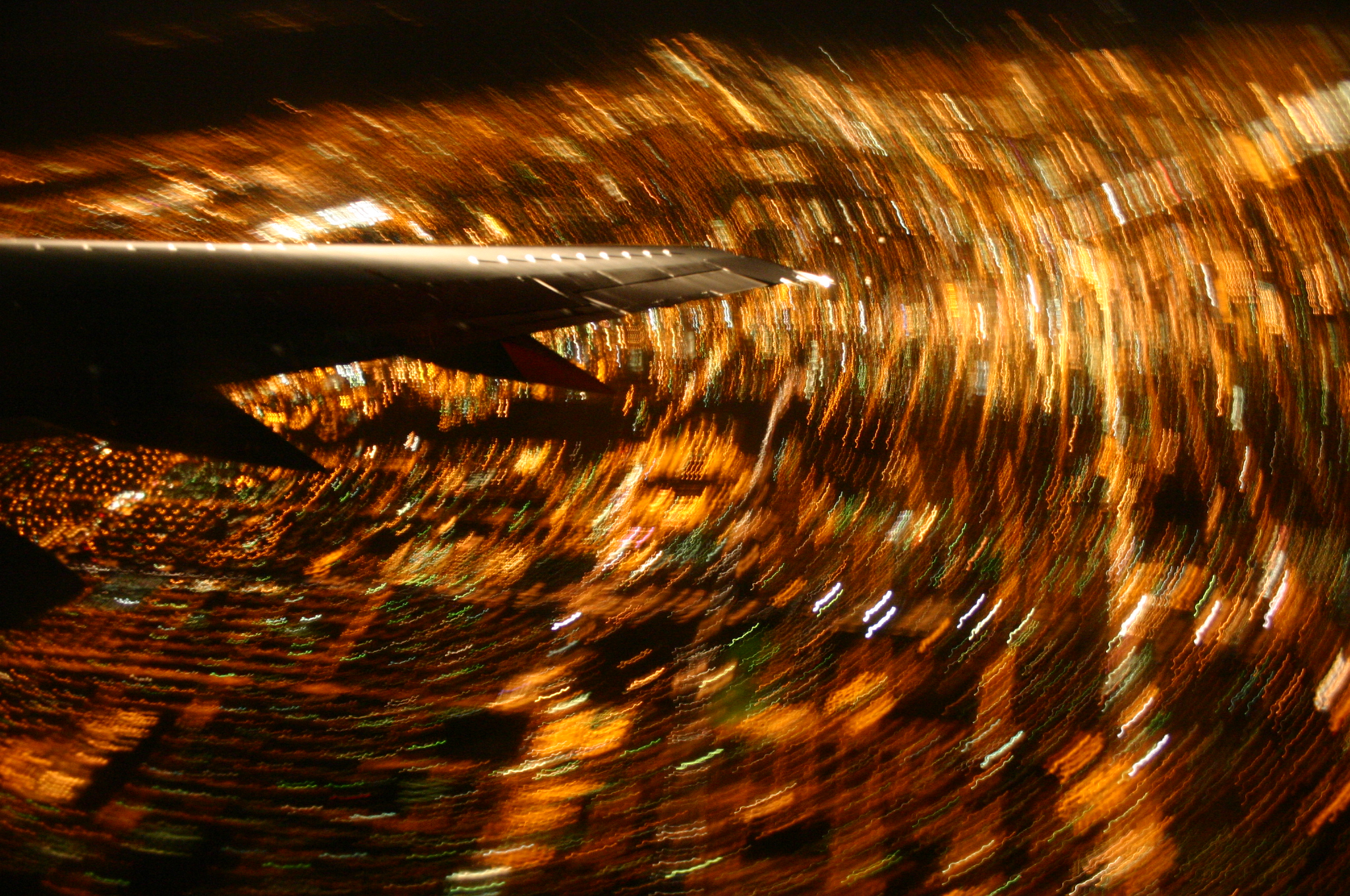
Photo nocturne prise à bord d'un avion en rotation au-dessus de l'aéroport international de San José (Californie). L'éclairage de la ville forme des bandes concentriques.

### Graphisme des ordinateurs
Dans le domaine de l'infographie 2D, on ajoute un flou artistique au moyen d'un filtre pour images matricielles. De nombreux logiciels de retouche d'images offrent cette possibilité, tels que Photoshop, et GIMP. Mais pour les filtrages avancés qui prennent en compte les courbures et les vitesses non uniformes, des logiciels spécialisés sont nécessaires.

Rotation autour d'un objet tridimensionnel permettant de mettre en évidence l'effet du flou cinétique (à gauche) par rapport à l'image de départ (à droite). Modélisation et rendu réalisés avec un logiciel libre d'animation. Animation à 25 images par seconde avec un arrêt à chaque tour pour mieux apprécier l'effet du flou cinétique.

### Animation des images de synthèse
Dans le domaine de l'animation 2D ou 3D, la simulation par ordinateur peut-être réalisée en utilisant les mouvements de sujets réels pour obtenir davantage de réalisme et de fluidité. Mais sans le flou cinétique, les images apparaissent parfaites à chaque instant, comme si elles étaient filmées par une caméra à cadence d'images infinie. C'est pourquoi le graphisme d'un jeu vidéo peut apparaitre saccadé malgré une cadence de 25 ou 30 images par seconde, tandis que les mouvements naturels filmés à la même cadence apparaissent fluides. Pour y remédier, des nouvelles générations de jeu vidéo ont intégré le flou cinétique, notamment dans les jeux vidéo de course, ce qui y exige une puissance importante du hardware pour ajouter ce flou en temps réel. 
L'ajout d'un flou cinétique réaliste est nettement plus aisé pour les images destinées au cinéma, car chaque image peut être traitée en différé. L'anti-crénelage temporel permet de produire des flous appropriés à tout instant.

## Effets négatifs
Dans le sport télévisé, dont les caméras classiques filment à une cadence de 25 ou 30 images par seconde, le flou cinétique pose un problème car il empêche de voir la position exacte d'un projectile ou d'un athlète au ralenti. C'est pourquoi on utilise plutôt des caméras offrant une cadence très rapide de l'ordre de 1 000 images par seconde, et dont les vidéos peuvent être rediffusées à une cadence de 25 ou 30 images par seconde.

## Restauration
Il est parfois possible de réduire le flou cinétique avec l'aide de la déconvolution. Voici un exemple de restauration d'image utilisant la déconvolution de Wiener :

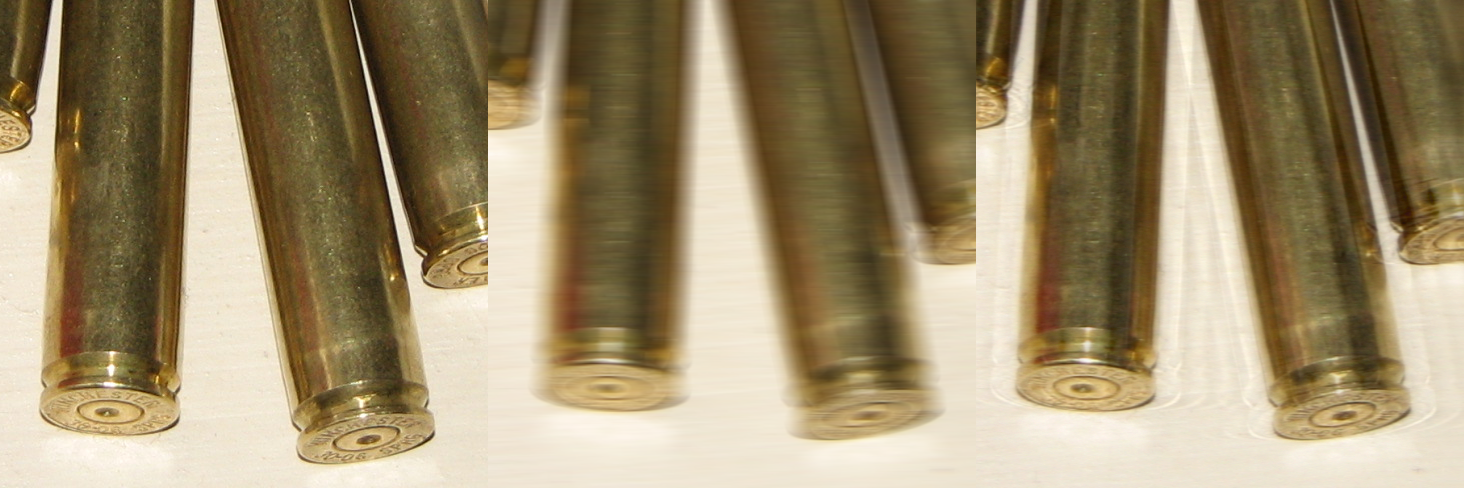
De gauche à droite : image réelle, image floutée et image traitée (on observe cependant des artéfacts dans l'image traitée).